# Еупилио
Еупилио (итал. Eupilio) је насеље у Италији у округу Комо, региону Ломбардија.
Према процени из 2011. у насељу је живело 1946 становника. Насеље се налази на надморској висини од 357 м.

## Становништво
| 1931. | 1936. | 1951. | 1961. | 1971. | 1981. | 1991. | 2001. | 2011. |
| ----- | ----- | ----- | ----- | ----- | ----- | ----- | ----- | ----- |
| 1.282 | 1.276 | 1.422 | 1.503 | 1.669 | 1.846 | 2.186 | 2.502 | 2.769 |